# Neuviller-sur-Moselle
 Neuviller-sur-Moselle  là một xã của tỉnh Meurthe-et-Moselle, thuộc vùng Grand Est, đông bắc nước nước Pháp. Xã này nằm ở khu vực có độ cao trung bình 245 mét trên mực nước biển.